# Cherish (Madonna)
Cherish is een nummer van Madonna, de derde single van haar album Like a Prayer (1989). 

## Achtergrondinformatie
Na de controversiële singles Like a Prayer en Express Yourself kwam Madonna met de single Cherish, een romantisch liefdesliedje. Aanvankelijk wilde Madonna het niet toevoegen aan het album, omdat ze het "te vrolijk" vond in vergelijking met de rest van het album.
Het nummer werd wereldwijd een grote hit, maar bereikte in Nederland een vijftiende plaats in de hitlijsten.
Als B-kant van de single werd het niet eerder verschenen nummer "Supernatural" uitgebracht.
De enige live-uitvoeringen van Cherish waren op de Blond Ambition Tour van 1990. Hierin speelde (playbackte) Madonna op een harp en zong ze het nummer terwijl er drie zeemeermannen op het podium lagen.

## Videoclip
De videoclip van Cherish werd geregisseerd door topfotograaf Herb Ritts. Cherish is de eerste muziekvideo die hij regisseerde. Het is een zwart-witclip, waarin onder andere Madonna's toenmalige vriend Tony Ward figureert. Een jaar later zou hij nogmaals optreden in Madonna's clip bij Justify My Love.